# Alessandro Cucciolini
Alessandro Cucciolini (Livorno, 2 gennaio 1904 – 27 dicembre 1982) è stato un calciatore italiano, di ruolo centrocampista.

## Carriera
Giocò una stagione in Serie A con il Livorno.